# Nathalie Armbruster
Nathalie Armbruster (2 gennaio 2006) è una combinatista nordica tedesca, vincitrice della Coppa del Mondo nel 2025.

## Biografia
Attiva dal febbraio del 2020, ai Mondiali juniores di Zakopane/Lygnasæter 2022 la Armbruster ha vinto la medaglia d'oro nella gara a squadre mista e quella di bronzo nel trampolino normale; in Coppa del Mondo ha esordito il 12 marzo 2022 a Schonach im Schwarzwald (15ª) e ha conquistato il primo podio il 2 dicembre dello stesso anno a Lillehammer (3ª). Ai Mondiali juniores di Whistler 2023 ha vinto la medaglia d'argento nel trampolino normale e nella gara a squadre mista; al suo debutto iridato a Planica 2023 ha vinto la medaglia d'argento nel trampolino normale e nella gara a squadre mista. Il 1º febbraio 2025 ha conquistato la prima vittoria in Coppa del Mondo, nell'individuale compact disputata a Seefeld in Tirol, e ai successivi Mondiali di Trondheim 2025 ha vinto la medaglia d'argento nella gara a squadre mista ed è stata 8ª nel trampolino normale e 6ª nella partenza in linea; al termine di quella stagione 2024-2025 ha vinto sia la Coppa del Mondo generale sia quella di compact.

## Palmarès

### Mondiali
- 3 medaglie
  - 3 argenti (trampolino normale, gara a squadre mista a Planica 2023; gara a squadre mista a Trondheim 2025)

### Mondiali juniores
- 4 medaglie:
  - 1 oro (gara a squadre mista a Zakopane/Lygnasæter 2022)
  - 2 argenti (trampolino normale, gara a squadre mista a Whistler 2023)
  - 1 bronzo (trampolino normale a Zakopane/Lygnasæter 2022)

### Coppa del Mondo
- Vincitrice della Coppa del Mondo nel 2025
- Vincitrice della Coppa del Mondo di compact nel 2025
- 20 podi (18 individuali, 2 a squadre):
  - 3 vittorie (individuali)
  - 6 secondi posti (5 individuali, 1 a squadre)
  - 11 terzi posti (10 individuali, 1 a squadre)

#### Coppa del Mondo - vittorie
| Data             | Località         | Nazione | Trampolino        | Spec.      |
| ---------------- | ---------------- | ------- | ----------------- | ---------- |
| 1º febbraio 2025 | Seefeld in Tirol | Austria | Toni Seelos HS109 | IC NH/5 km |
| 2 febbraio 2025  | Seefeld in Tirol | Austria | Toni Seelos HS109 | IN NH/5 km |
| 9 febbraio 2025  | Otepää           | Estonia | Tehvandi HS97     | IC NH/5 km |

Legenda:

IN = individuale Gundersen

IC = individuale compact

NH = trampolino normale